# Ліхтенштейн на зимових Олімпійських іграх 1964
Ліхтенштейн брав участь у Зимових Олімпійських іграх 1964 року в Інсбруку (Австрія), але не завоював жодної медалі. Князівство представляли 6 спортсменів у змаганнях із гірськолижного та санного спорту.

### Гірськолижний спорт
Чоловіки
| Спортсмен           | Змагання           | Гонка   | Гонка |
| Спортсмен           | Змагання           | Час     | Місце |
| ------------------- | ------------------ | ------- | ----- |
| Йозеф Гасснер       | Швидкісний спуск   | 2:37.38 | 53    |
| Август Вольфінгер   | Швидкісний спуск   | 2:37.25 | 52    |
| Ганс-Вальтер Шедлер | Швидкісний спуск   | 2:35.84 | 48    |
| Йозеф Гасснер       | Гігантський слалом | 2:10.67 | 47    |
| Август Вольфінгер   | Гігантський слалом | 2:10.64 | 46    |
| Ганс-Вальтер Шедлер | Гігантський слалом | 2:05.08 | 40    |

Чоловічий слалом
| Спортсмен           | Кваліфікаційний раунд | Кваліфікаційний раунд | Кваліфікаційний раунд | Кваліфікаційний раунд | Фінал      | Фінал      | Фінал      | Фінал      | Фінал      | Фінал      |
| Спортсмен           | Час 1                 | Місце                 | Час 2                 | Місце                 | Час 1      | Місце      | Час 2      | Місце      | Підсумок   | Місце      |
| ------------------- | --------------------- | --------------------- | --------------------- | --------------------- | ---------- | ---------- | ---------- | ---------- | ---------- | ---------- |
| Август Вольфінгер   | 1:09.75               | 66                    | 1:07.72               | 47                    | не пройшов | не пройшов | не пройшов | не пройшов | не пройшов | не пройшов |
| Йозеф Гасснер       | 1:05.78               | 57                    | 1:01.90               | 32                    | не пройшов | не пройшов | не пройшов | не пройшов | не пройшов | не пройшов |
| Ганс-Вальтер Шедлер | 1:01.53               | 48                    | 59.62                 | 24 QF                 | 1:20.29    | 37         | 1:11.71    | 37         | 2:32.00    | 36         |

### Санний спорт
Чоловіки
| Спортсмен     | 1-й заїзд | 1-й заїзд | 2-й заїзд | 2-й заїзд | 3-й заїзд | 3-й заїзд | 4-й заїзд | 4-й заїзд | Загальний результат | Загальний результат |
| Спортсмен     | Час       | Місце     | Час       | Місце     | Час       | Місце     | Час       | Місце     | Час                 | Місце               |
| ------------- | --------- | --------- | --------- | --------- | --------- | --------- | --------- | --------- | ------------------- | ------------------- |
| Йоганн Шедлер | 1:03.16   | 30        | DNF       | —         | —         | —         | —         | —         | DNF                 | —                   |
| Магнус Шедлер | 1:03.16   | 30        | 1:03.26   | 27        | 1:05.75   | 30        | 1:04.94   | 30        | 4:17.11             | 30                  |
| Ганс Негеле   | 59.65     | 27        | 1:04.56   | 29        | 1:00.65   | 27        | 1:01.43   | 28        | 4:06.29             | 27                  |